# けごん
けごんは、東武鉄道が浅草駅 - 東武日光駅間を伊勢崎線・日光線経由で運行する特別急行列車（以下「特急」）である。本項では、日光線の下今市駅より鬼怒川線方面に直通し、主に浅草駅 - 鬼怒川温泉駅間を運行するきぬならびに日光線・鬼怒川線方面発着の特急列車の沿革についても扱う。
なお、300型・350型電車で運行された特急列車および「スカイツリーライナー」は、車両や料金制度などが「けごん」等と大きく異なるため本項では記載しない（それぞれきりふりおよびアーバンパークライナーを参照）。

## 概要
日光線の特急は、無料特急時代を含めると1929年の東武日光線全線開業時から運行されている。登場当初は一般車両のみ、その後は一般車両に特別席である展望車「トク500形客車」を連結して運行されていたが、1935年には特急用車両であるデハ10系電車が新製投入された。
戦時中に一時運休した時期もあったが、戦後間もなくモハ5310形・クハ350形を使用した連合軍専用列車の一部車両を一般客に乗車させる形で特急の運行が再開された。この特急は、当初「華厳」「鬼怒」として運行され、後にひらがな表記の「けごん」「きぬ」となる。その後は、いずれもロマンスシート完備の「ロマンスカー」として東武鉄道の花形的特急として運行され、5700系、1720系「DRC」と製造当時最新型の車両で更新されている。2017年現在は、1990年に就役した100系「スペーシア」と2017年に就役した500系「リバティ」によって運行され「リバティ」の一部列車は「リバティ会津」として野岩鉄道会津鬼怒川線・会津鉄道会津線経由で会津田島駅まで乗り入れる。
また2023年7月15日からは、N100系を使用した「スペーシアX」が浅草駅 - 東武日光駅・鬼怒川温泉駅間で運行を開始した。
過去には「けごん」「きぬ」が運行される東京 - 日光間では、戦後の高度成長期に国鉄東北本線 - 日光線との激しい旅客獲得の競争（「日光戦争」）が繰り広げられた。詳しくは本項の「東武日光線優等列車沿革」および別項「国鉄・JR東日本日光線優等列車沿革」を参照。

## 運行概況
2024年3月16日現在、日光線・鬼怒川線方面の特急には100系（スペーシア）、500系（リバティ）、N100系（スペーシアX）が使用されており、使用車両・発着駅に応じて下記の列車名にて運行されている。
- けごん（100系・浅草駅 - 東武日光駅）
- きぬ（100系・浅草駅 - 鬼怒川温泉駅）
- リバティけごん（500系・浅草駅 - 新栃木駅・東武日光駅）
- リバティきぬ（500系・浅草駅 - 鬼怒川温泉駅・新藤原駅）
- リバティ会津（500系・浅草駅 - 会津田島駅）
- スペーシアX（N100系・浅草駅 - 東武日光駅・鬼怒川温泉駅）

「けごん」・「きぬ」は、使用車両の愛称を付して「スペーシアけごん」・「スペーシアきぬ」の呼称が案内で用いられることがある。
「けごん」・「リバティけごん」は浅草駅 - 東武日光駅間の運転を基本とするが、朝の上りと夜の下りに浅草駅 - 新栃木駅間の「リバティけごん」が設定されている。「きぬ」・「リバティきぬ」は日光線の下今市駅より鬼怒川線に直通し、ほぼすべての列車が浅草駅 - 鬼怒川温泉駅間の運転であるが、朝の上り1本のみ「リバティきぬ」が新藤原駅発浅草駅行きで運転される。「リバティ会津」は鬼怒川線を経由して野岩鉄道会津鬼怒川線・会津鉄道会津線に直通し、浅草駅 - 会津田島駅間で運転される。「スペーシアX」は、使用車両のN100系の愛称をそのまま列車名としており、東武日光駅発着・鬼怒川温泉駅発着の両方が同じ列車名で運転されている。

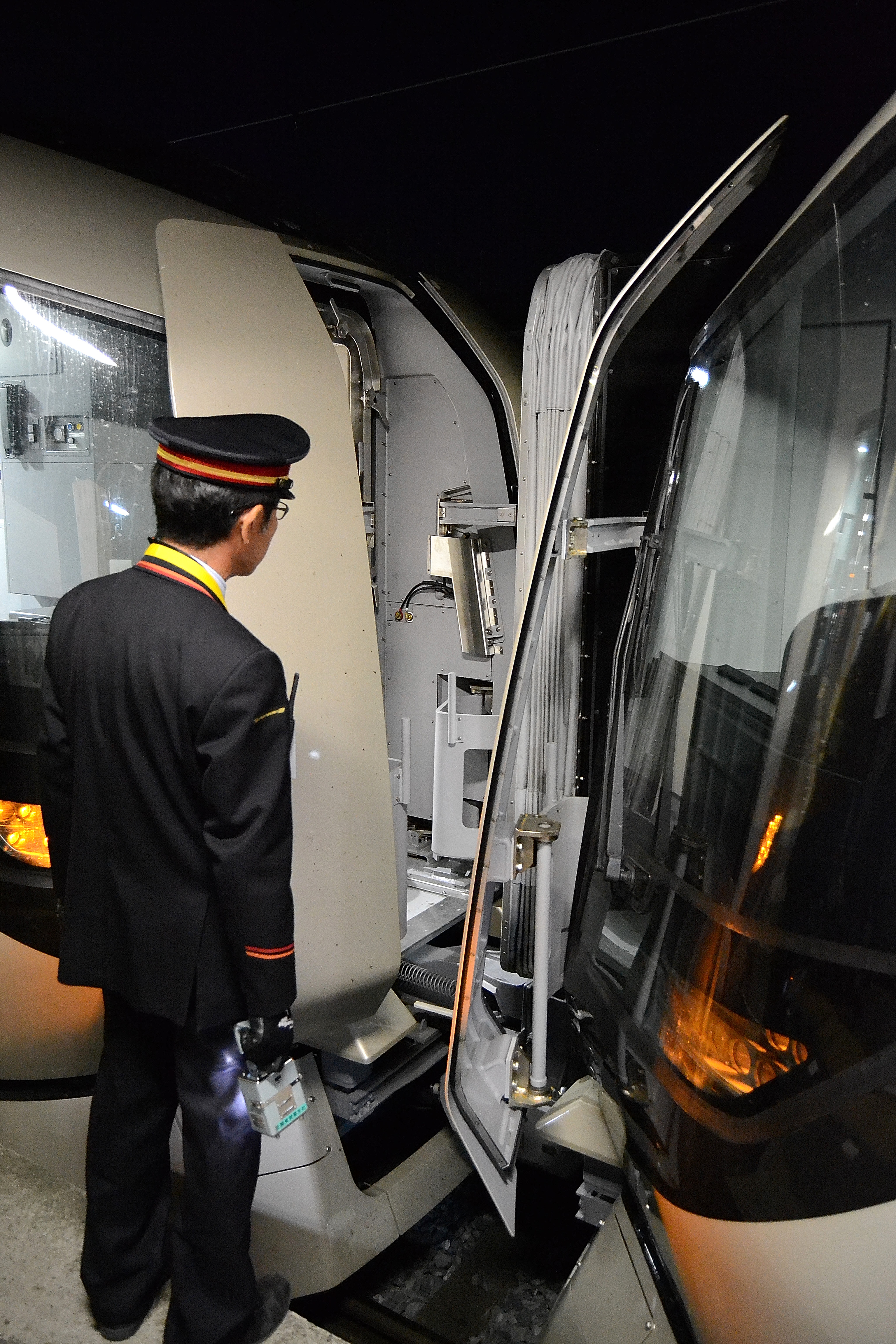
下今市駅にて併結される「リバティけごん」と「リバティ会津」

30分から1時間間隔で上記特急列車のいずれかが走行するダイヤとなっている。「リバティ会津」は1日4往復、「スペーシアX」は東武日光駅発着4往復・鬼怒川温泉駅発着2往復の運転となっている。
ほとんどの「リバティ会津」は浅草駅 - 下今市駅間で「リバティけごん」と併結して運行され、下今市駅での分割・併合を行っている。かつては下り「リバティけごん47号」が浅草駅 - 東武動物公園駅間で「リバティりょうもう43号」と併結して運行され、東武動物公園駅で分割を行っていたが、2021年に解消され単独運行となっている。この列車は東武動物公園駅に唯一停車する列車であった。
「けごん」・「きぬ」の列車号数は共通の通し番号が付されており、歴史的にも共通の車両が用いられている。2021年3月13日のダイヤ改正以降は、「リバティけごん」・「リバティきぬ」・「リバティ会津」・「スカイツリーライナー（春日部駅発）」についても共通の通し番号が付されている（「きぬ」・「リバティきぬ」・「リバティ会津」は100番台、新栃木駅発着の「リバティけごん」は200番台の号数が付されるが、下2桁は「けごん」・「リバティけごん」との通し番号である）。また、「スペーシアX」と、浅草駅発の短距離特急「スカイツリーライナー」・「アーバンパークライナー」は1号から附番されているが、列車番号については「けごん」等との通し番号となっている。そのため本特急群の号数に欠番が生じている。

### 停車駅
- 停車駅…●：全列車停車駅、■：一部列車停車駅、▲：一部の上り列車停車駅、▼：一部の下り列車停車駅、｜：全列車通過駅、空白および||：経由しない駅
- 路線…※：鬼怒川線は下今市駅 - 新藤原駅間
- 「スペーシアX」「リバティけごん」「リバティきぬ」の停車駅は「けごん」「きぬ」のものをそれぞれ参照

| 会社名   | 路線名        | 駅名                     | けごん | きぬ | リバティ会津 | 備考                                                    |
| -------- | ------------- | ------------------------ | ------ | ---- | ------------ | ------------------------------------------------------- |
| 東武鉄道 | 伊勢崎線      | 浅草駅                   | ●      | ●    | ●            |                                                         |
| 東武鉄道 | 伊勢崎線      | とうきょうスカイツリー駅 | ●      | ●    | ●            |                                                         |
| 東武鉄道 | 伊勢崎線      | 曳舟駅                   | ■      | ■    | ｜           | ■：浅草駅10時以前到着便と浅草駅17時59分以降発車便が停車 |
| 東武鉄道 | 伊勢崎線      | 北千住駅                 | ●      | ●    | ●            |                                                         |
| 東武鉄道 | 伊勢崎線      | 春日部駅                 | ●      | ●    | ●            |                                                         |
| 東武鉄道 | 日光線        | 杉戸高野台駅             | ▼      | ▼    | ｜           | ▼：浅草駅17時59分以降発車便が停車                       |
| 東武鉄道 | 日光線        | 南栗橋駅                 | ■      | ■    | ｜           | ■：浅草駅10時以前到着便と浅草駅17時59分以降発車便が停車 |
| 東武鉄道 | 日光線        | 板倉東洋大前駅           | ■      | ■    | ■            | ■：上下1本（併結列車）のみ停車                          |
| 東武鉄道 | 日光線        | 栃木駅                   | ●      | ●    | ●            |                                                         |
| 東武鉄道 | 日光線        | 新栃木駅                 | ■      | ｜   | ｜           | ■：上り1本（当駅始発）、下り1本（当駅終着）のみ停車     |
| 東武鉄道 | 日光線        | 新鹿沼駅                 | ●      | ●    | ●            |                                                         |
| 東武鉄道 | 日光線        | 下今市駅                 | ●      | ●    | ●            |                                                         |
| 東武鉄道 | 日光線        | 東武日光駅               | ●      | \|\| | \|\|         |                                                         |
| 東武鉄道 | 鬼怒川線（※） | 新高徳駅                 |        | ■    | ●            | ■：「スペーシアX」は通過                                |
| 東武鉄道 | 鬼怒川線（※） | 東武ワールドスクウェア駅 |        | ●    | ●            |                                                         |
| 東武鉄道 | 鬼怒川線（※） | 鬼怒川温泉駅             |        | ●    | ●            |                                                         |
| 東武鉄道 | 鬼怒川線（※） | 鬼怒川公園駅             |        | ▲    | ●            | ▲：上り1本（新藤原駅始発）のみ停車                      |
| 東武鉄道 | 鬼怒川線（※） | 新藤原駅                 |        | ▲    | ●            | ▲：上り1本（当駅始発）のみ停車                          |
| 野岩鉄道 | 会津鬼怒川線  | 新藤原駅                 |        | ▲    | ●            | ▲：上り1本（当駅始発）のみ停車                          |
| 野岩鉄道 | 会津鬼怒川線  | 龍王峡駅                 |        |      | ●            |                                                         |
| 野岩鉄道 | 会津鬼怒川線  | 川治温泉駅               |        |      | ●            |                                                         |
| 野岩鉄道 | 会津鬼怒川線  | 川治湯元駅               |        |      | ●            |                                                         |
| 野岩鉄道 | 会津鬼怒川線  | 湯西川温泉駅             |        |      | ●            |                                                         |
| 野岩鉄道 | 会津鬼怒川線  | 中三依温泉駅             |        |      | ●            |                                                         |
| 野岩鉄道 | 会津鬼怒川線  | 上三依塩原温泉口駅       |        |      | ●            |                                                         |
| 野岩鉄道 | 会津鬼怒川線  | 会津高原尾瀬口駅         |        |      | ●            |                                                         |
| 会津鉄道 | 会津線        | 会津高原尾瀬口駅         |        |      | ●            |                                                         |
| 会津鉄道 | 会津線        | 会津田島駅               |        |      | ●            |                                                         |

### 使用車両・編成
「けごん」・「きぬ」には100系「スペーシア」が、「リバティ」各列車には500系「リバティ」が、「スペーシアX」にはN100系「スペーシアX」が充当される。先述した500系併結列車の場合、「リバティきぬ」「リバティ会津」が進行方向前部に「リバティけごん」が進行方向後部に連結される。スペーシアの5号車1番は車椅子優先座席となっている。
なお500系「リバティ」就役以前には車両故障等で300系が使用される場合もあった。

### 運転日について
2017年（平成29年）4月21日のダイヤ改正以降は一般的な平日・土休日別ダイヤで運行されている。
それ以前は、毎日運行される定期列車とは別にいわゆる旧国鉄→JRの季節列車・予定臨時列車のように運行があらかじめダイヤ上設定されており、繁忙期となる期間をA期間、閑散期をB期間と設定しており、一部列車はA期間のみに運行されていた。当時の期間別は下記の通りである。
- A期間：4月21日 - 5月31日・7月20日 - 8月31日・9月21日 - 11月23日・年末年始
- B期間：上記以外。
  - 1996年（平成8年）まで、7月20日はB期間で、年度により多少前後している。
- JR直通開始後の不定期運行の臨時列車は、350系の運用終了まで同車使用による「きりふり」「ゆのさと」が多く設定されていた[6]。

### 連絡列車

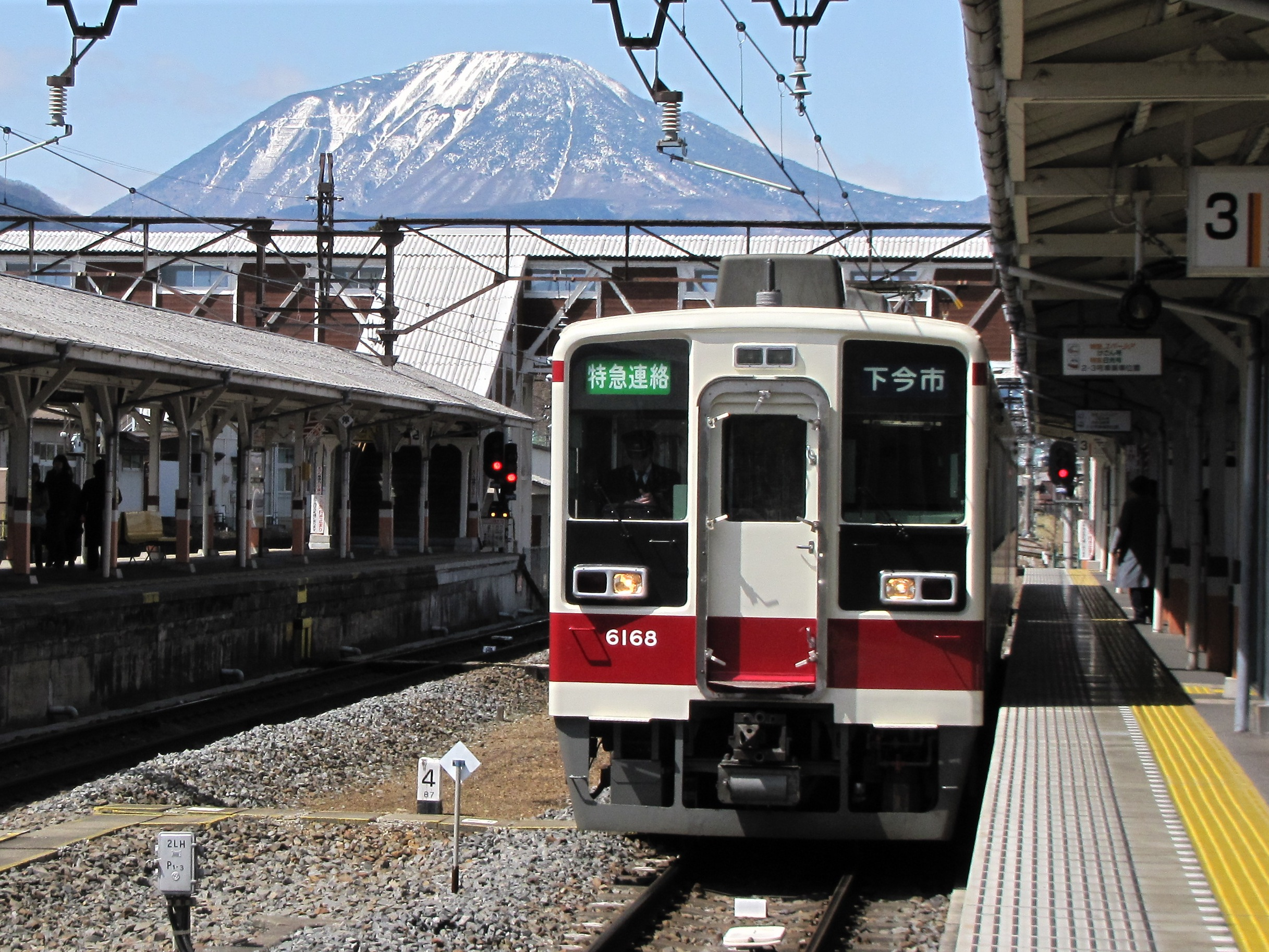
下今市駅3番線に到着した「きぬ114号」連絡の514列車「特急連絡」東武日光発下今市行き

#### 下今市駅接続の連絡列車
日光線東武日光方面と鬼怒川線の分岐駅である下今市駅では、「けごん」と鬼怒川線方面発着列車、「きぬ」と東武日光発着列車の接続が考慮されている。接続列車には南栗橋駅や新栃木駅発着の普通列車のほか、下今市駅 - 東武日光駅間のみ運行の短距離普通列車も設定されている。一部の接続列車は「SL大樹」となっている。
かつて、下今市発着の列車は、接続する列車の種別に応じて「特急連絡」・「急行連絡」の種別名で運行されており、鬼怒川線方面発着の特急・急行（のちに特急）列車に接続する下今市 - 東武日光間運行の連絡列車は、ほぼ全ての列車が上今市駅を通過していた。また、東武日光発着の特急列車と接続する鬼怒川線発着列車の一部には、特急停車駅に準じた停車駅で運行される列車もあった。2006年3月18日ダイヤ改正に伴い、接続列車は特急車（100系電車）使用の列車を除き各駅停車での運行となり、2009年6月6日のダイヤ改正で、各駅停車で運行される接続列車は「普通」と案内されるようになった。最後まで残った朝2本の特急車使用の「特急連絡」東武日光駅発下今市駅行も、2022年3月12日のダイヤ改正で廃止され普通列車に置き換えられた。特急車両を使用する「特急連絡」は、時刻表では「（特急車両接続）」と表記されているが、この列車には特急料金は設定されていない。
快速・区間快速が運行されていた頃は、それらの列車が接続列車となる場合もあった。

#### 野岩鉄道・会津鉄道接続列車
1986年（昭和61年）10月9日に野岩鉄道会津鬼怒川線が開業した後は、東武特急が鬼怒川温泉駅などで野岩鉄道の列車と短時間で接続するダイヤを組んでおり、東武伊勢崎線・東武日光線・東武鬼怒川線沿線と会津鬼怒川線、さらには会津鉄道会津線、JR只見線を経由して福島県の会津若松駅に至る沿線間の旅客利便性に寄与している。
1990年（平成2年）10月12日に会津線会津高原（現在の会津高原尾瀬口） - 会津田島間が電化された後は、浅草から会津田島まで直通する快速急行「おじか」→急行「南会津」が運行されるようになり、2002年以降は終点の会津田島駅で会津線快速「AIZUマウントエクスプレス」に接続していた。
2005年（平成17年）2月28日付けで急行「南会津」が廃止された後は、快速「AIZUマウントエクスプレス」・「AIZU尾瀬エクスプレス」が鬼怒川線に乗り入れ、鬼怒川温泉駅で特急「きぬ」と接続するダイヤに変更された。
また、2006年（平成18年）3月16日のダイヤ改正でJR直通特急「（スペーシア）きぬがわ」が新設された後は、毎日2往復運転される「AIZUマウントエクスプレス」の1往復が鬼怒川温泉駅で「（スペーシア）きぬがわ」と接続するダイヤに変更されている。
その後は東武634型電車を使用した「スカイツリートレイン南会津号」が平日を中心に臨時特急として運行され、さらに2017年（平成29年）4月21日のダイヤ改正で500系就役に伴い「リバティけごん」と併結するかたちで「リバティ会津」が運行を開始した。

## 特急料金
「スペーシアX」とそれ以外とで料金体系に差異が設けられている。

### 「スペーシア」・「リバティ」
「スペーシア」と「リバティ」では運行日・使用車両による価格差はなく、全列車で同一の価格に設定されている。浅草駅 - 南栗橋駅間もしくは下今市駅 - 東武日光駅・鬼怒川温泉駅間の各駅相互間を利用する場合は、乗車距離に比較して割安な特定区間料金が適用される。また「けごん」・「きぬ」には、大人4名又は小児6名まで利用可能な個室が設けられており、特急料金を含め1室ごとに発売される。
「リバティ」で、鬼怒川温泉駅 - 会津田島駅間の各駅相互間のみ乗車する場合は特急券が不要であり、空席を利用できる（特急券を購入して座席指定を受けることも可能）。2022年3月11日までは、下今市駅 - 東武日光駅・鬼怒川温泉駅間も同様の取り扱いであった。
「リバティ」停車駅のうち、野岩鉄道線内の龍王峡駅・川治温泉駅・中三依温泉駅を発着駅とする特急券はシステム上購入できず、乗車区間の外側にある発券可能な駅を指定する必要がある。
「けごん」・「きぬ」の特急料金は2003年（平成15年）3月19日に値下げされた。2023年3月17日までは「平日料金」・「土休日料金」の2種類が設定されており、中長距離区間の平日料金は土休日料金より割安であった。また、2003年3月19日より2021年（令和3年）9月30日までは乗車日や列車により割安な「午後割」・「夜割」の制度が設けられていた。翌10月1日から2022年（令和4年）2月28日の間は経過措置として、インターネットによる購入またはTOBU POINTアプリを提示して、それまでの「午後割」・「夜割」対象列車の特急券を前売り購入した場合に、割引料金で利用できるキャンペーンも実施していた。なお、JR直通特急は当初より通年平日料金でJR内は繁忙期閑散期なしの通年通常期料金である。
「午後割」・「夜割」は、乗車駅でなく下記の列車で指定されており、従前の急行料金（300型・350型使用の特急）に相当する額であった。
- 午後割：浅草駅を平日は12時 - 16時台、土休日は14時 - 16時台に発車するスペーシア
- 夜割：日光・鬼怒川を平日は17時以降、土休日は18時以降に発車するスペーシア

リバティは運行開始当初より、乗車日に関係なく土休日料金相当の料金体系が適用されていた。

### 「スペーシアX」
座席に応じて、スタンダードシート特急料金・プレミアムシート特急料金が設定されている。「スペーシア」・「リバティ」の特急料金に対し、スタンダードシート特急料金は2割程度、プレミアムシート特急料金は5割程度割高な料金設定となっている。また、「スペーシアX」には各種特別座席が設けられており、特別座席を利用する場合には、スタンダードシート特急料金と特別座席代金を合算した料金となる。

## 東武日光線優等列車沿革
東武日光線旧急行・快速急行列車沿革も合わせて参照されたい。

### 戦前・日光線開業と特急新設
- 1929年（昭和4年）10月10日 - 日光線全線開業により週末限定で「特急」の運行を開始[15]。
  - 運行区間は浅草（初代、現在のとうきょうスカイツリー） - 東武日光間で、途中停車駅は杉戸（現在の東武動物公園）・新古河（初代）・下今市だった。速達サービスの対価として特急券を発売しなかったことから、後年の東武の「快速」（現在廃止）に相当する格の列車であり、また専用車両も特に設定されていなかった。
  - また、運行距離は135kmと100kmを超すものであり、このような長距離での電車による運行は当時鉄道について最先端をいくとされた関西でも大阪電気軌道・参宮急行電鉄（現在の近畿日本鉄道、1930年 - ）程度しか例がなかったため、その点でも画期的だった。
- 1930年（昭和5年） - 伊勢崎線直通列車と杉戸駅での増解結で運行する「急行」の運行開始。また、特急に展望車「トク500形」の連結開始。
  - 運行実態は「急行」の方が後年の「快速」（現在廃止）に近いものであった。また、特急に連結された展望車「トク500形」は省線二等車に相当する特別席として設定されていた。定員20名。車内の内装は当時の東海道本線特別急行列車「富士」の展望車に準じたオープンデッキ・サロンを有した造りだった。しかし、車両の構造としては制御装置を持った電車ではなく客車に近いものだったため、常に最後尾に連結せざるを得ず、使用時に際して入れ換えなどをしていたなどと言われる。
- 1931年（昭和6年）：浅草雷門駅（現在の浅草駅）開業により「特急」を毎日運行開始。
- 1935年（昭和10年）：デハ10系が「特急」に就役。
- 1937年（昭和12年）：「特急」が鬼怒川温泉駅に乗り入れ。
- 1942年（昭和17年）：「特急」運行休止。
- 1943年（昭和18年）：「特急」廃止。
  - 「戦時輸送優先により」、沿線に軍需工場があった伊勢崎線・宇都宮線方面への輸送にシフトしたことによる。なお、末期は不定期列車2往復のみとなっていた。

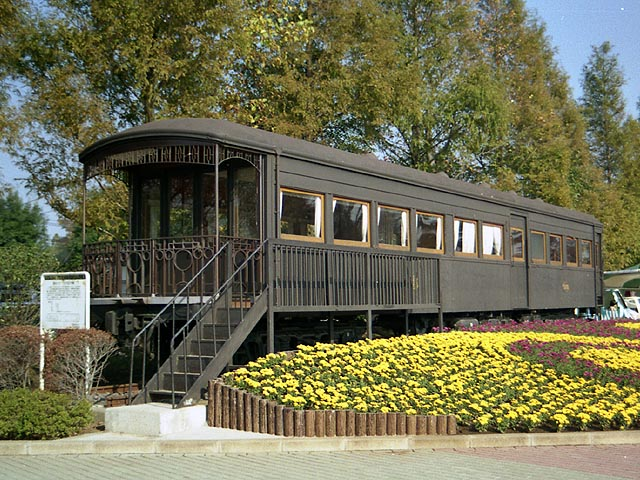
トク500形(復元車)

### 戦後・再開から発展へ
- 1948年（昭和23年）6月11日：日本での進駐軍（GHQ・連合国軍）の「要請」により「特急」を浅草 - 東武日光間で運行再開。
  - 運行形態としては国鉄二等客車を進駐軍専用車両とし、電車でそれを牽引する形態で、当初は金曜日から日曜日までの1日1往復とされた。
- 1948年（昭和23年）8月6日：進駐軍専用列車の牽引電車に定員制だが「華厳」として一般乗客を乗車させることとし、浅草 - 鬼怒川温泉間の特急として「鬼怒」の運行を再開。
  - この列車に自由定員制の特急券（当時は急行券名義）を設定した。また、進駐軍専用列車以外はロングシート車が充てられた。なお、「鬼怒」は土曜日のみ設定された。
- 1949年（昭和24年）：デハ10系の復旧に伴い全車両を「華厳」「鬼怒」に充当することが可能になり、「華厳」が毎日運行となる。これに伴い下今市駅で「華厳」の分割運転も開始され、浅草 - 東武日光・鬼怒川温泉間での運行となる。また、進駐軍専用列車の運用を終了する。
- 1950年（昭和25年）：「鬼怒」にトク500形展望車連結を再開。
  - 1949年にオープンデッキ方式から密閉式への改造を受けた上で団体用車両として使用されていたが、定期列車用車両として使用を再開したのは同年からである。しかし、5700系の就役に伴い翌1950年には定期列車での使用が中止される。
- 1951年（昭和26年）：5700系就役。この頃より列車名も「けごん」「きぬ」の平仮名表記となる。また新たに鬼怒川線発着の特急に「おじか」、日光線・鬼怒川線併結特急に「さち」の愛称名が付与される。
- 1952年（昭和27年）：急行券の制度を座席指定制に変更。
- 1953年（昭和28年）：5700系の増備に伴って余剰となったモハ5310形・クハ350形を用いて（有料）急行列車の運行を開始する。
  - 以降の急行列車・快速急行列車の沿革については東武日光線旧急行・快速急行列車沿革参照。
- 1956年（昭和31年）：特急専用車両として1700系の運用を開始。
  - この時設定された日光線発着特急に「きりふり」「たかはら」（「たかはら」は鬼怒川線発着併結列車にも使用された）、鬼怒川線発着特急に「ゆのはな」の愛称名が付与された。
    - 特急停車駅：浅草 - 下今市 - 東武日光・鬼怒川温泉
    - 運行本数：浅草 - 東武日光間（特急毎日4往復、急行毎日2往復）、浅草 - 鬼怒川温泉間（特急毎日3往復、急行平日1往復、土日は2往復）
- 1957年（昭和32年）：1700系を増備し特急専用車両を同系に統一。また「けごん」に浅草 - 東武日光間ノンストップ列車の運行（朝下り3本、夕上り1本）を開始。営業最高速度を95km/hから105km/hへと引き上げる。
  - これには1956年に運行を開始した国鉄日光線準急「日光」に対抗するための輸送量と速度の向上ということが理由として挙げられる。
- 1958年（昭和33年）：「準快速」運行開始。
  - この頃の下今市から先の特急接続はバス連絡であった。
    - 特急停車駅：浅草 - 下今市 - 東武日光・鬼怒川温泉
    - 運行本数：浅草 - 東武日光間（特急毎日3往復、急行平日2往復日曜は3往復）、浅草 - 鬼怒川温泉間（特急毎日3.5往復、急行平日1往復土曜は3往復）
- 1959年（昭和34年）：秋季より浅草 - 東武宇都宮間運行の有料急行が廃止となった。
  - 東武宇都宮線の有料急行列車愛称として使用された「しもつけ」は、その廃止後、鬼怒川線発着急行の愛称として使用された。また同じく鬼怒川線発着の特急に新たに「かわじ」の愛称が使用された。
    - 特急停車駅：浅草 - 下今市 - 東武日光・鬼怒川温泉（下り東武日光行きと上り東武日光発最終1本は下今市通過）
    - 運行本数：浅草 - 東武日光間（特急平日3往復土日は4往復、急行平日2往復休日は3往復）、浅草 - 鬼怒川温泉間（特急平日下り3本上り5本土日は下り4本上り6本、急行平日1往復土曜は3往復）

### DRCの登場と東武特急の繁栄

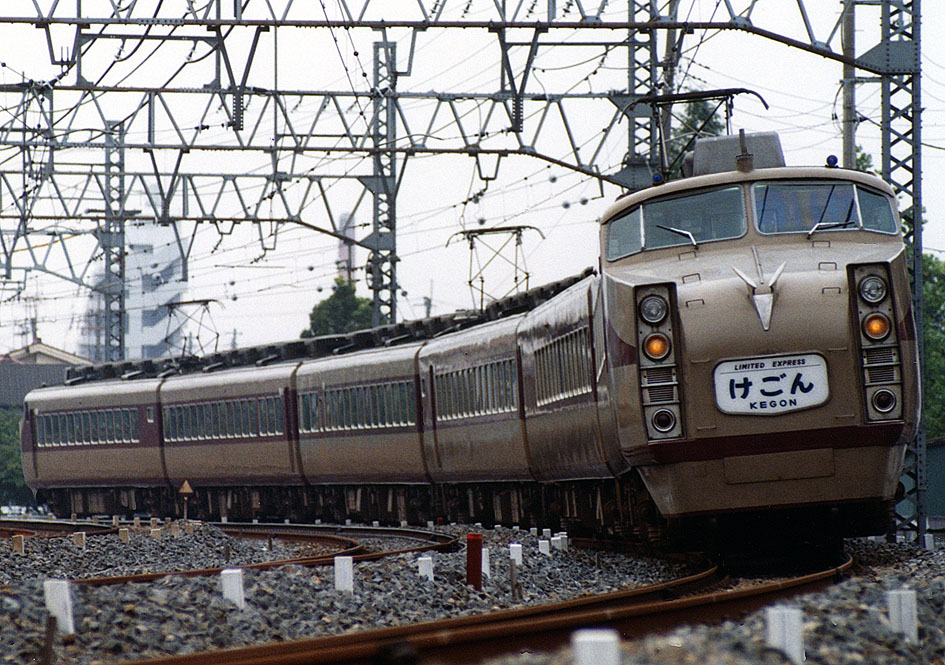
1720系DRC 「けごん」
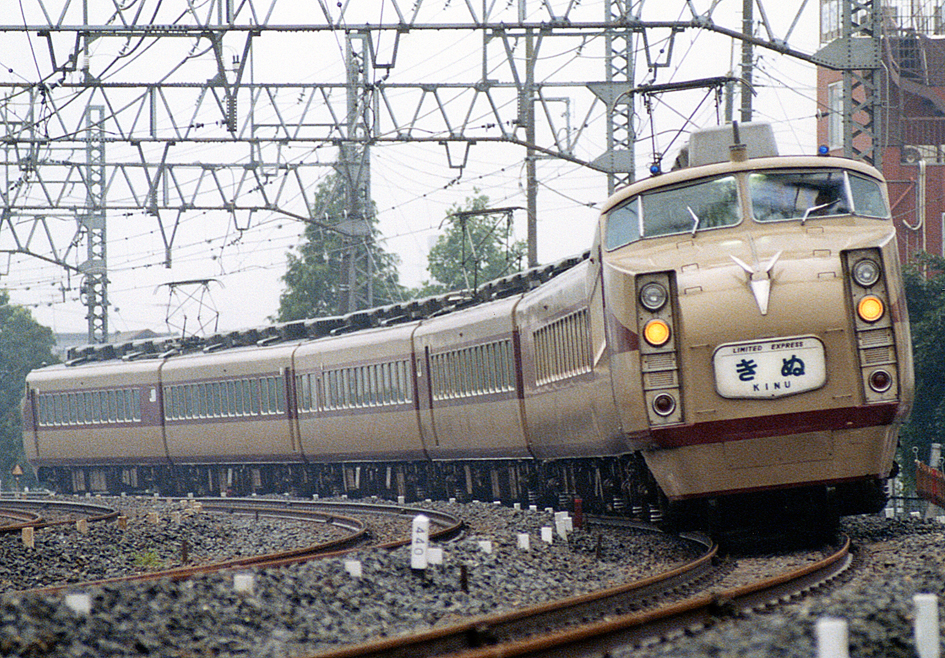
1720系DRC 「きぬ」
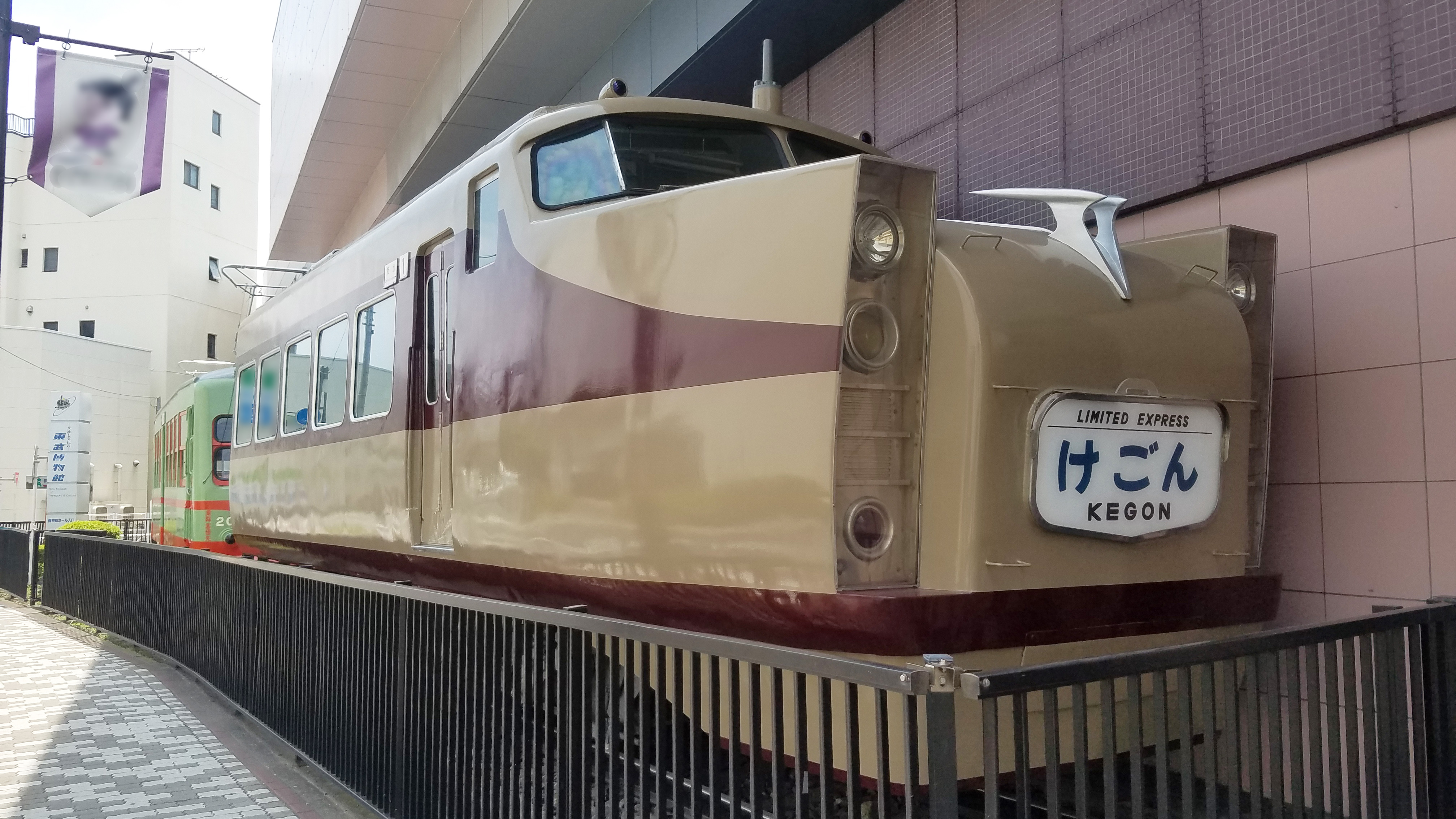
東武博物館に静態保存される1720系DRC

- 1960年（昭和35年）：1720系DRCが特急に就役。
  - この新車投入は、1959年に国鉄が「日光形」157系を準急「日光」に投入し時間短縮と客室居住性向上を図ったことへの対応策であり、折からの世界規模の国際観光ブーム到来や4年後に開催される東京オリンピックに対応するための外国人観光客対策でもあった。なお、本車両の詳細は車両記事項目を参照。
- 1962年（昭和37年）：1720系の特急に「けごん」・「きぬ」の愛称を専属で付与され、上り・下りとも「けごん」・「第2けごん」のように2番目以降の列車に番号を振った。
  - 東武日光発着特急に、新たに「ようめい」の愛称が使用された。
  - 同時に1720系使用列車の営業最高速度を110km/hに引き上げた。
    - 特急停車駅：浅草 - 下今市 - 東武日光・鬼怒川温泉（東武日光発着の1往復は下今市通過）
    - 運行本数：浅草 - 東武日光間（特急平日4往復土日は3往復、急行平日下り2本上り1本休日は下り3本上り2本）、浅草 - 鬼怒川温泉間（特急平日下り4本上り2本土日は下り4本上り3本、急行平日下り3本上り4本土曜は4往復）、浅草 - 赤城間（急行毎日3往復）
- 1963年（昭和38年）：上りの特急・急行の全列車を、営団日比谷線（1969年からは千代田線も）および都心方面へ直通する国鉄常磐線との乗り換えのために北千住駅への停車を開始。
- 1964年（昭和39年）：1720系運行列車を「D特急」とし、1700系運行列車を「特急」という種別呼称を使用する。「D」は1720系の通称「デラックスロマンスカー」 (DRC) の頭文字である。
  - 後に6000系は5700系とともに急行列車にも使用される。
    - 特急停車駅：浅草 - 東武日光、浅草 - 鬼怒川温泉 - 鬼怒川公園
    - 運行本数：浅草 - 東武日光・鬼怒川間（特急平日計10往復土日は11往復、急行毎日2往復）、浅草 - 赤城間（急行毎日4往復）、浅草 - 葛生間（急行毎日1往復、赤城発着便に併結）、浅草 - 伊勢崎間（急行毎日1往復、赤城発着便に併結）
    - 料金：D特急300円、特急200円、急行100円
- 1967年（昭和42年）：東上線池袋 - 寄居 - 羽生 - 杉戸 - 東武日光間の臨時列車として「にっこう」が運転される。
  - 高度経済成長により自動車産業等の内陸工業が隆盛した伊勢崎線方面への急行列車が大幅増発された。
    - 特急停車駅：浅草 - 東武日光、浅草 - 鬼怒川温泉 - 鬼怒川公園
    - 運行本数：浅草 - 東武日光・鬼怒川間（特急平日計10往復土日は11往復、急行平日2往復休日3往復）、浅草 - 赤城間（急行毎日下り7本上り6本）、浅草 - 葛生間（急行毎日上り1本）、浅草 - 伊勢崎間（急行毎日1往復、赤城発着便に併結）
- 1969年（昭和44年）3月21日：列車の発車順に付与される番号を改変し、上りを偶数、下りを奇数とする。
  - 6月11日付けで「D特急」・「特急」から「A特急」・「B特急」と種別呼称を変更する。この時点でB特急列車の列車名を東武日光発着を「なんたい」、鬼怒川公園発着を「たかはら」と統一。
- 1969年（昭和44年）9月27日：大宮駅発着の臨時急行「きりふり」・「りゅうおう」の運転を開始する。
  - 「きりふり」 - 日曜祝日の朝方に東武日光行・夕方は大宮行を運転。
  - 「りゅうおう」 - 土曜日の昼に鬼怒川温泉行を運転。
  - 途中停車駅は岩槻・春日部・下今市のみ。車両は5700系を使用した。
- 1971年（昭和46年）：1700系による特急の運転を終了し、すべての特急が1720系による運行となる。なお、1700系も1720系と同様の更新され、改められて再び特急として使用されることになる。
- 1972年（昭和47年）11月11日：大宮駅発着の臨時急行「きりふり」「りゅうおう」の運行を終了する。なお、廃止以降も散発的に団体扱いで運行されることがあった。
- 1973年（昭和48年）：新栃木 - 東武日光間に一部残っていた単線区間が複線に復旧。
  - これにより、下り「けごん」のノンストップ列車は浅草 - 東武日光間を1時間41分で走破し、表定速度は80km/hを超えた。
    - 特急停車駅：浅草 - 下今市 - 東武日光（一部下り便は下今市通過、上り全便北千住停車）、浅草 - 下今市 - 鬼怒川温泉 - 鬼怒川公園（上り全便北千住停車）
    - 運行本数：浅草 - 東武日光・鬼怒川間（特急毎日計15 - 17往復、急行毎日計2往復）、浅草 - 赤城間（急行毎日15往復、一部便は区間便）、浅草 - 葛生間（急行毎日1往復）
- 1984年（昭和59年）12月15日：18時15分頃に家中駅付近で17時に浅草を発車した鬼怒川温泉行「きぬ」号が乗用車と衝突する事故が発生。これにより、1756号の前面部と車内および1755号の車内が焼損し、復旧まで1か月を要した。
  - この時期は年末年始の繁忙期だったこともあり、復旧までの代行として5700系6両編成を充当したが、車両性能面やサービス面で1720系と差があり、特に運行ダイヤは1720系のそれに対応できないので、5700系の車両性能に合わせた。そのため、乗客には特急券の払い戻しや、乗車予定者はそれを了解の上で乗車した。
- 1985年（昭和60年）
  - 1月12日：1756号+1755号の事故復旧工事が完了。
  - 4月1日：1号車が禁煙車に指定される。
- 1986年（昭和61年）8月26日：ダイヤ改正により一部の下り列車が通過していた下今市駅に全列車停車開始。
- 1988年（昭和63年）8月9日：ダイヤ改正により新栃木駅・新鹿沼駅に下り6本・上り5本が停車開始。

### スペーシアの登場と特急の変革
- 1990年（平成2年）6月1日：特急専用車両として100系が就役。
  - 公募により「スペーシア」の車両愛称が与えられ、これ以降特急「けごん」・「きぬ」の総称としても使用される。この愛称は「宇宙」・「空間」を表す"SPACE"と温泉の"SPA"とを合成して固有名詞化させたものである。
  - また、日本のJR以外の鉄道会社では初めて同車両に個室を採用した。
- 1991年（平成3年）8月31日：1720系が退役。翌9月1日から特急はすべて100系で運転。
- 1992年（平成4年）9月21日：日光線内の営業最高速度を120km/hに引き上げる[16]。
- 1993年（平成5年）4月1日：禁煙車が1・2号車となる。
- 1997年（平成9年）3月25日：ダイヤ改正により以下のように変更する[17]。
  1. 特急・急行の全列車を定期券での利用可とする[17]。日光・鬼怒川方面への直通観光客が減少し、代わりに途中駅での区間利用者が増えたため。
  2. 北千住駅にすべての下り特急・急行が停車開始[17]。これは同駅の改良工事完了に際して下り1番線ホームの小菅駅方に特急・急行専用ホームを新設したことによって実現[17]。
  3. 新藤原行を新設。
- 1999年（平成11年）3月16日：ダイヤ改正により以下のように変更する。
  1. 春日部駅に朝と夜間を中心に下り9本・上り10本の列車が停車開始[18]。従来急行までは停車していたが、急行自体の本数が少ないことや野田線を介して大宮方面からの乗客を見込んで設定。駅員による特急券確認のため乗降口を2・5号車に限定する。それに伴い、客室の正面と貫通扉の上部、さらに車内の客用扉にはそれを案内するステッカーが貼られる。また、ホーム上に特急券自動券売機を設置。
  2. 従来1列車乗車ごととされた特急券に距離制を導入し、浅草 - 春日部間など短距離での区間利用を促進させる方策を採る[19]。
  3. 新藤原行を廃止。
- 2001年（平成13年）3月28日：ダイヤ改正により以下のように変更する。
  1. 春日部駅に全列車停車[20]。ただしドア扱いの限定は継続される。
  2. 新高徳駅に全列車停車[20]。
  3. 新栃木駅から栃木駅停車に変更し、下り8本・上り9本の停車開始[20]。これは両毛線や東武宇都宮方面からの乗客を見込んで変更。

  - この改正に合わせて、インターネット・携帯電話による日光線特急券・急行列車の予約を開始する[21]（りょうもう号は除く[21]）。
- 2002年（平成14年）11月：特急・急行料金の特割（値下げ）キャンペーンを実施[22]。
- 2003年（平成15年）3月19日：ダイヤ改正に伴い以下のように変更する。
  1. 上記のキャンペーンの効果を考慮し、特急・急行料金の値下げが全区間で行われる[12]。
  2. 車掌用携帯端末機の導入に伴い、車内でのきっぷの拝見が省略になる[23]。
  3. 浅草駅の特急・急行ホームにインフォメーションカウンターを設置[23]。
  4. 夜間に春日部行「けごん」を新設[12]。
  5. 栃木駅・新鹿沼駅に全列車停車[12]。
  6. 新栃木駅の停車以外での特急・急行と停車駅に差異がなくなったことや、利用客の掘り起こしのため平日と土休日料金の導入と「午後割」・「夜割」の制度を導入した[12]。しかし、料金制度上「午後割」・「夜割」を利用した場合「急行料金で特急に乗車することが可能になる」という状況となった。
  7. 個室料金も値下げしたが、今回より平日と土休日で料金が異なる体系となった[12]。
- 2005年（平成17年）3月1日：ダイヤ改正により以下のように変更する。
  1. 会津鉄道が運行する「AIZUマウントエクスプレス」が鬼怒川温泉まで乗り入れ、「きぬ」に接続するダイヤを組むこととなる。
  2. 禁煙車が1 - 4号車までとなる[24]。
- 2006年（平成18年）3月18日：白紙ダイヤ改正により以下のように変更する[25]。
  1. 栗橋駅構内の東武日光線とJR東北本線（宇都宮線）間に新設された連絡線（両社のホーム間に設置）を介し、JR線と東武線を直通運転する特急「日光」・「きぬがわ」・「スペーシアきぬがわ」（新宿 - 東武日光・鬼怒川温泉）を新設[26][25]。直通開始当初の利用状況は大変好調であった[27]。
  2. 春日部行「けごん」が新栃木駅まで延長される[25]。また早朝に新栃木発の「けごん」が新設され、同駅発着を示す200番台が付される。これにより同駅の停車が5年ぶりに復活する。
  3. 上記の変更により春日部行「けごん」が新たに新設され時刻も繰り下げられる[25]。
- 2007年（平成19年）3月18日：全列車・全車両が禁煙となる[28]。
- 2009年（平成21年）6月6日：ダイヤ改正により早朝に春日部発「けごん」を新設。
- 2011年（平成23年）12月、100系電車のリニューアルを開始。
- 2012年（平成24年）
  - 3月17日：上りの全列車と下り4本の「きぬ」がとうきょうスカイツリー駅（同日付で業平橋駅から改称）に停車開始。当初は全車両から乗降可能だったが、のちに下り列車は駅員などによる特急券確認のため乗降口を2・5号車に限定する[29]。
  - 10月27日：とうきょうスカイツリー駅を10時以降に発車する列車に対して、同駅→浅草間の乗車に限り特急料金不要で乗車できる措置がとられる。ただし、個室席は利用できない。当初は2013年5月22日までであったが、好評のため通年実施となった。
- 2013年（平成25年）3月16日：ダイヤ改正により以下のように変更する[30]。
  1. とうきょうスカイツリー駅に停車する下り列車の本数が4本から「けごん」も含め16本に増加。
  2. 春日部発「けごん」の時刻が繰り下げられる。
  3. 朝の下り「けごん」1本が板倉東洋大前駅に停車開始。
- 2014年（平成26年）
  - 4月1日：とうきょうスカイツリー駅を発車する列車に対して、同駅→浅草間の乗車に限り特急料金不要で乗車できる措置がすべての時間帯の列車に拡大。ただし、個室は従来どおり、利用できない。
  - 4月30日：東武鉄道が2014 - 2016年度の中期経営計画で、「新型特急の投入（日光線・伊勢崎線系統）」を発表する。[31]
- 2015年（平成27年）
  - 9月9日：関東・東北豪雨による日光線の下小代駅構内の土砂流入および新鹿沼駅 - 北鹿沼駅間の土砂流出[32]、および鬼怒川線の新高徳駅 - 小佐越駅間の盛土流出と小佐越駅 - 鬼怒川温泉駅間の線路砕石流出により運行休止となる[33]。
  - 9月14日：浅草駅 - 栃木駅・新栃木駅間に限定して運行再開（一部列車は運休、または浅草駅 - 春日部駅間のみの運転）。[34]
  - 9月18日：全区間で運行再開[35][36]。
- 2017年（平成29年）
  - 4月1日：幸手桜まつりの開催に合わせて、幸手駅に下りけごん1本が臨時停車（同月2・8・9日にも臨時停車）[37]。

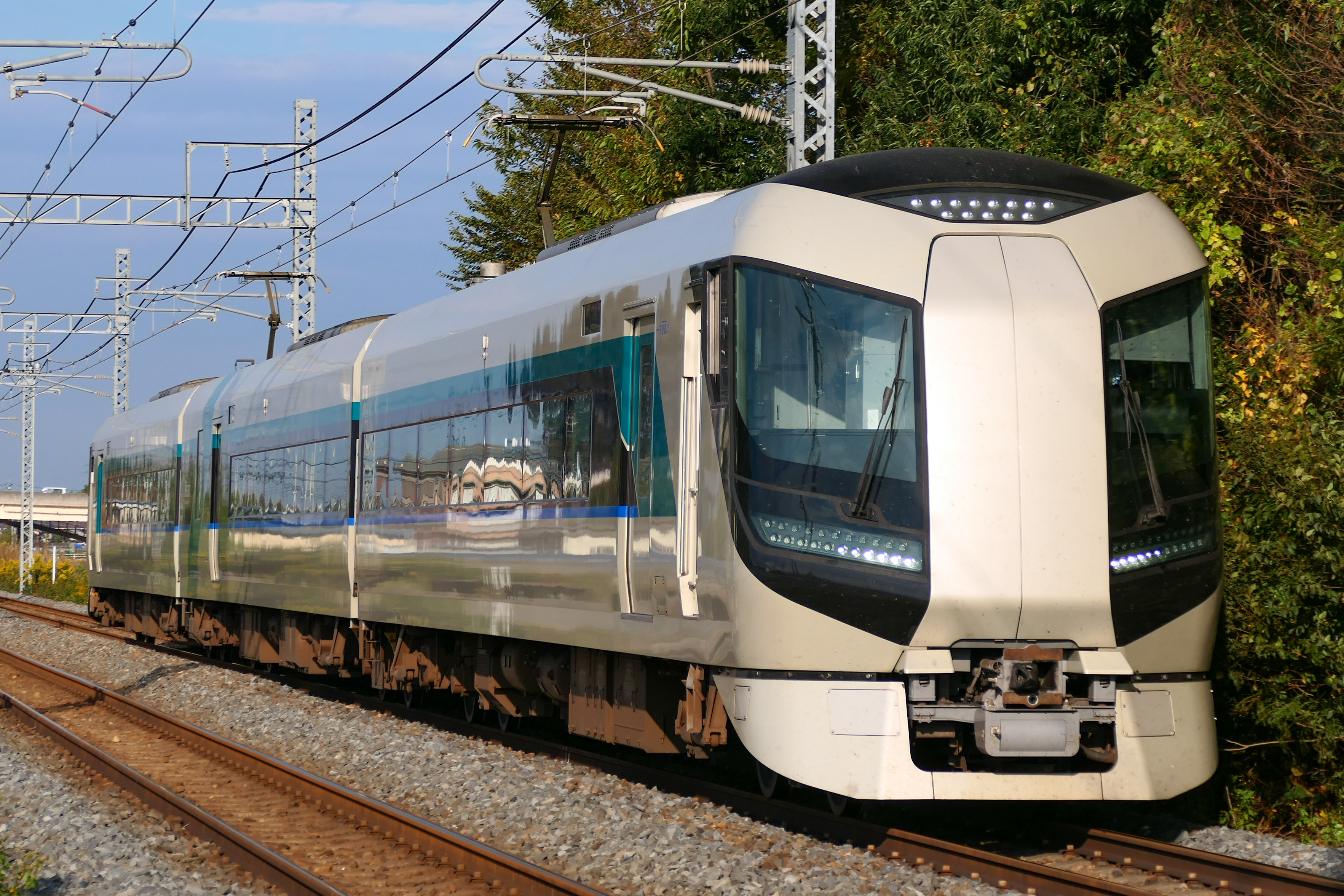
東武日光線を走行する「リバティけごん」（2023年10月28日）

### リバティの登場と特急の再編
- 2017年（平成29年）

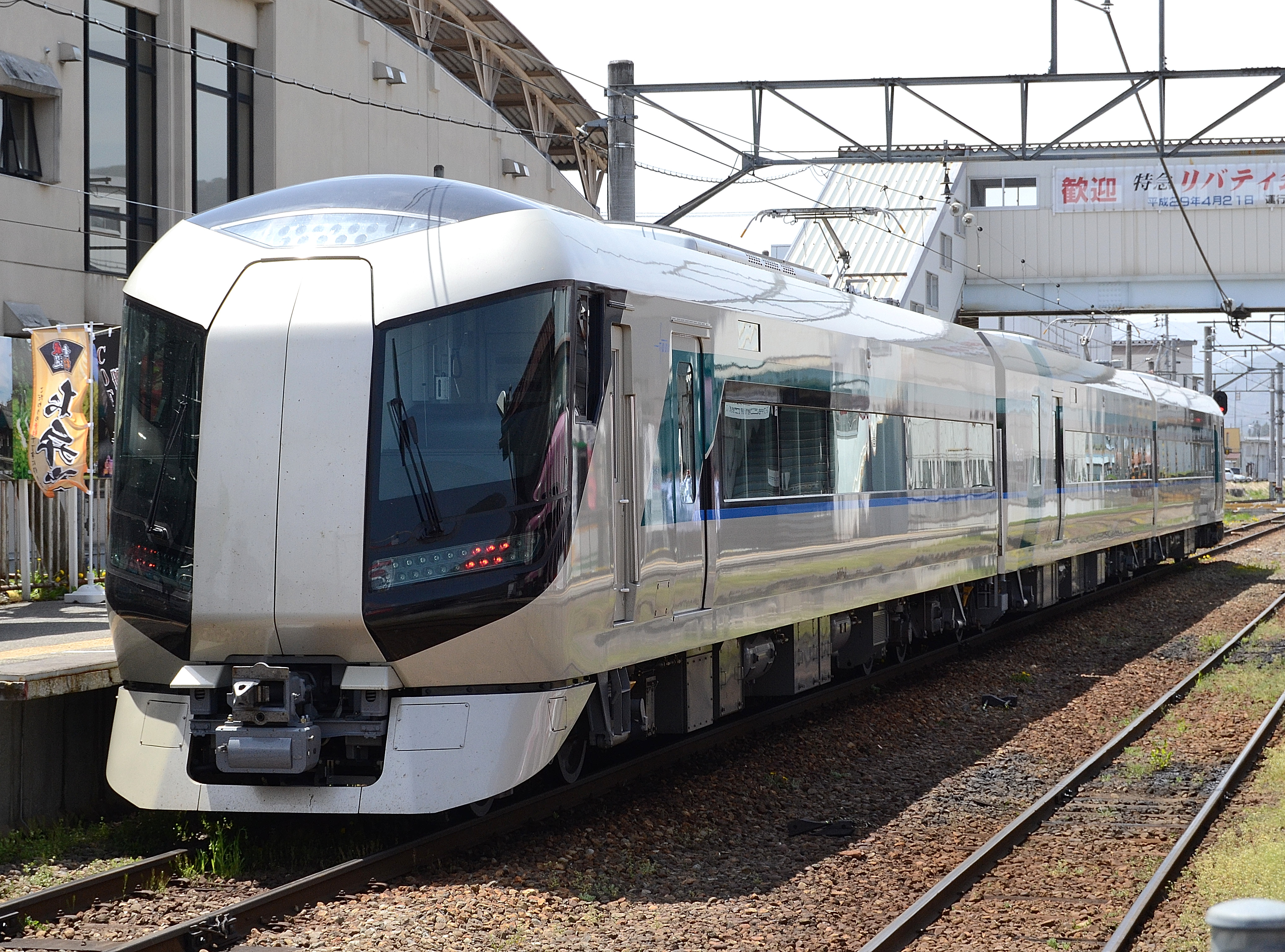
会津田島駅に停車中の「リバティ会津」（2017年5月7日）

  - 4月21日：500系電車「リバティ」の運行開始と11年ぶりの白紙ダイヤ改正により以下のように変更する[38]。
    1. 運転日区分を、従来の「A期間・B期間」から「平日・土休日」に変更。
    2. 「リバティけごん」・「リバティきぬ」・「リバティ会津」を新設。下今市駅で列車を併結・分割する列車もあり、鬼怒川線内は全駅に停車。
    3. 早朝に走る春日部駅始発「けごん」を新栃木駅まで延長。残りの春日部駅発着の「けごん」を「スカイツリーライナー」として分離、増便。
    4. 浅草18時発以降の下り特急列車について、新たに杉戸高野台駅に停車開始。
    5. 板倉東洋大前駅について、同駅停車列車の運転時刻繰り上げと、新たに夕方時間帯の浅草行「けごん」1本の新規停車開始。
    6. 館林行の「リバティりょうもう」と併結する「リバティけごん」を夜間下り1本設定。東武動物公園駅に停車し分割を行う。
    7. とうきょうスカイツリー駅に下り全列車停車開始。また、同駅→浅草間の乗車に限り特急料金不要で乗車できる措置が「リバティ」にも適用。さらに下り列車の乗降口限定が廃止され全車両からの乗降が再開される。
    8. 「きぬ」の停車駅から新高徳駅を除外。また鬼怒川公園駅発着が廃止され朝の新藤原駅始発1本を除き運転区間が浅草駅 - 鬼怒川温泉駅間に統一される。

  - 7月22日：東武ワールドスクウェア駅の開業により、「きぬ・リバティきぬ・リバティ会津」の一部列車の停車開始[39]。
  - 10月より、快速・区間快速などの料金不要の都内直通列車廃止に伴い、栃木市は都内への通勤者への月1万円を上限に特急料金の補助金支給制度を開始、小山市でも追従する予定[40][41]
- 2018年（平成30年）
  - 3月3日：東武ワールドスクウェアイルミネーションイベントにあわせ、東武ワールドスクウェア駅に上りリバティ会津1本が臨時停車（同月の土休日に臨時停車）[42]。
  - 3月31日：幸手駅に臨時けごん上下各1本が臨時停車（4月1・7・8日にも臨時停車）[43]。
- 2020年（令和2年）
  - 6月6日：ダイヤ改正により、以下のように変更[44]。
    1. 上り浅草9:52着までの全列車と、下り浅草17:09発以降の全列車が曳舟駅に停車開始。
    2. 東武ワールドスクウェア駅の終日営業化に伴い、経由する全列車が同駅に停車するようになる。
    3. 「リバティ会津」の一部停車駅における停車本数を削減（「リバティ会津」の一部列車が速達運転となる）。
    4. 「きぬ」上り1本が新高徳駅に停車開始。
    5. 「リバティりょうもう」と併結する「リバティけごん」を廃止。
- 2021年（令和3年）
  - 3月13日：ダイヤ改正により、以下のように変更[45]
    1. 平日早朝の新栃木発の上り「リバティけごん」を春日部発に変更。これにより、同区間で運行される「スカイツリーライナー」とは料金体系（北千住・曳舟発のみ異なる）を除いてほぼ同等の列車となった。
    2. 一部の「リバティけごん」が3両編成での運転となる。
    3. 「リバティ会津」の浅草行き1本が単独運転となる。

  - 8月31日：車内販売及び車内自動販売機のサービスを終了[46][47]。
  - 9月30日：この日限りで「午後割」・「夜割」制度を終了[13]。
- 2022年（令和4年）
  - 3月12日：ダイヤ改正により以下の通り変更される[48]。
    1. 下今市 - 東武日光・鬼怒川温泉駅間の特急リバティにおける特急料金不要の措置を廃止。
    2. 上記に伴い、「リバティ会津」全列車が下今市 - 会津田島駅間で停車駅を統一。これにより、大谷向駅・大桑駅・小佐越駅が「リバティ会津」の停車駅から、男鹿高原駅と七ヶ岳登山口駅・会津山村道場駅・会津荒海駅・中荒井駅が特急停車駅からそれぞれ除外される一方、野岩鉄道線内は男鹿高原駅を除き各駅に停車となる。
    3. 春日部発の上り「リバティけごん」を「スカイツリーライナー」に置き換える形で廃止。
- 2023年（令和5年）
  - 3月18日：ダイヤ改正により以下の通り変更される[49][50]。
    1. 上り浅草10:00着以前の全列車と下り浅草17:59発以降の全列車が南栗橋駅に停車開始。
    2. 特急料金を改定し、一部の利用区間を除き値上げ。「平日料金」・「土休日料金」の区分を廃止。
    3. とうきょうスカイツリー駅 → 浅草駅間の上り列車における特急料金不要措置を廃止。
    4. 板倉東洋大前駅に停車する上り列車が「けごん」から「リバティけごん・会津」の併結列車に変更される。
    5. 新高徳駅への「きぬ」の停車がなくなる。

### スペーシアXの登場
- 2023年（令和5年）

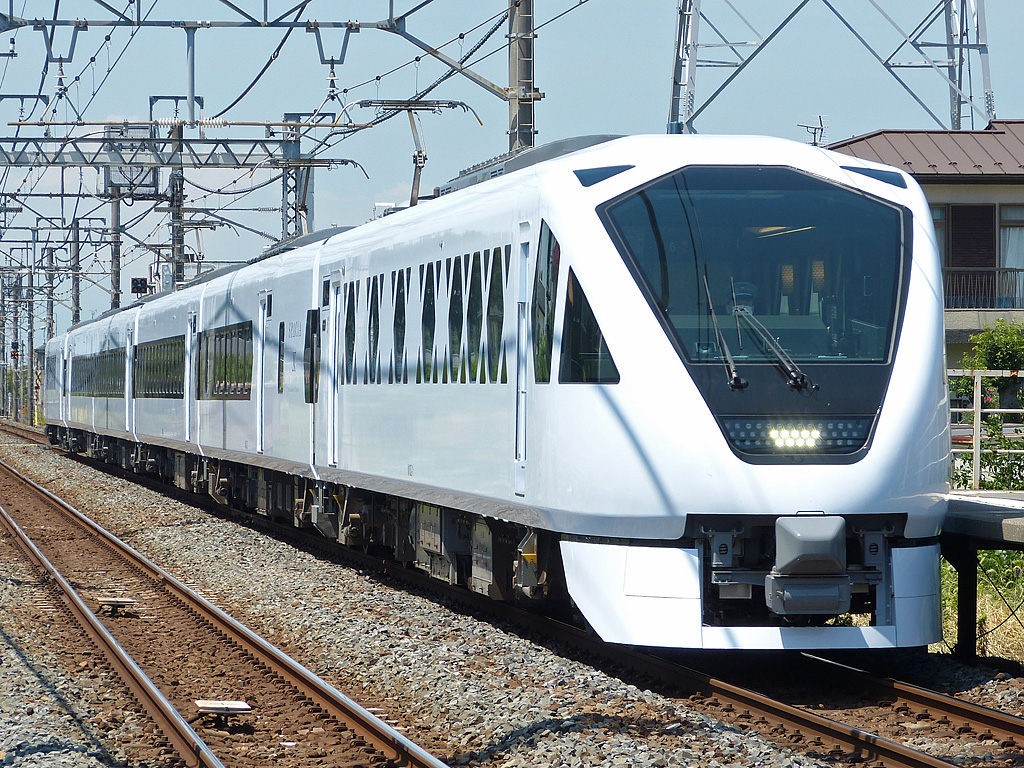
姫宮駅を通過中の「スペーシアX」（2023年7月24日）

  - 7月15日：「けごん」3往復、「きぬ」1往復を変更する形で「スペーシアX」を運行開始。ただし当面は木・金・土休日以外の2往復は引き続き「けごん」として運転[3]。
  - 8月1日：3両編成の「リバティ」で運転していた一部の「リバティけごん」・「リバティきぬ」を、6両編成の「スペーシア」で運転する「けごん」・「きぬ」に変更[51]。

## 列車名の由来
（五十音順）
- 「かわじ」：日光市（旧・塩谷郡藤原町）の「川治温泉」にちなむ。
- 「きぬ」・「鬼怒」：関東平野を流れる「鬼怒川（きぬがわ）」とその川沿いにある「鬼怒川温泉」にちなむ。
- 「けごん」・「華厳」：日光市の「華厳滝（けごんのたき）」にちなむ。
- 「さち」：日光市の「中禅寺湖」の別名「幸ノ湖」にちなむ。
- 「しもつけ」：栃木県の旧国名「下野国（しもつけのくに）」にちなむ。
- 「スペーシアX」：使用車両であるN100系の愛称にちなむ。
- 「たかはら」：栃木県北部（塩原 - 藤原）に位置する「高原山」にちなむ。
- 「ゆのはな」：福島県南会津郡南会津町の「湯ノ花温泉」にちなむ。
- 「ようめい」：日光東照宮の「陽明門」にちなむ。
- 「リバティ会津」：使用車両である500系の愛称「リバティ」と、福島県西部の地域「会津」にちなむ。